# Хімічний завод в Ярравіллі (Mt Lyell)
Хімічний завод в Ярравіллі (Mt Lyell) — колишній виробничий майданчик, становлення якого пов'язане з компанією Mt Lyell.
У 1889 році компанія Rocke Tompsitt and Parker & Co відкрила у Ярравіллі завод Victoria Smelting Works, технологічний процес якого, ймовірно, передбачав спалювання піритів, що в ті часи були головним джерелом отримання сульфатної кислоти. У 1905-му цей майданчик придбала компанія Mt Lyell Mining and Railway Company, в основі бізнесу якої лежала гірничодобувна діяльність на Тасманії на руднику Маунт-Лаєлл, що забезпечувало поставки піритів.
Не пізніше 1907-го завод почав випускати фосфорне добриво — суперфосфат, який отримували шляхом обробки фосфоритів сульфатною кислотою. Фосфорити завозили з острова Оушен.
У 1907-му Mt Lyell стала учасником картелю Victorian Fertiliser Association, до якого також увійшли Cuming Smith та Wischer & Co. Proprietary Ltd. (обидві мали суперфосфатні майданчики в Ярравіллі) та Federal Fertilizers (дочірня структура виробника вибухівки Australian Explosives and Chemicals, що так само діяв в районі Мельбурну на майданчику в Діїр-Парк). Створений колишніми конкурентами картель займався встановленням фіксованої ціни на добрива.
У 1919-му майданчик доповнили новим напрямом діяльності — електролізом хлориду натрію з продукуванням хлору, каустичної соди та водню. Згодом організували ряд похідних виробництв на основі хлору.
У 1929-му учасники картелю об'єднались в межах компанії Commonwealth Fertilisers, яку в 1936-му придбав британський хімічний концерн Imperial Chemical Industries (ICI). При цьому ICI і далі працював у Ярравіллі на колишньому майданчику Mt Lyell, але продав майданчик, що раніше належав Cuming Smith (завод Wischer & Co. Proprietary закрили ще після утворення Commonwealth Fertilisers).
У 1940—1950-х роках асортимент продукції ICI в Ярравіллі розширився за рахунок таких продуктів, як гексахлорбензен (отримують хлоруванням бензену), ДДТ (результат конденсації хлоробензену з хлоралем), анілін (продукували реакцією водню з нітробензеном) та дифеніламін (випускають на основі аніліну). Необхідний для отримання анілуну нітробензен постачав згаданий вище хімічний завод в Діїр-Парку.
У 1954-му повідомлялось, що наступного року Commonwealth Fertilisers запустить в Ярравіллі новий завод сульфатної кислоти річною потужністю 30 тисяч тонн. 
В 1965-му ICI ввела в дію у Ярравіллі виробництво фосфорної кислоти продуктивністю 170 тонн на добу (в перерахунку на пентаоксид фосфору), яке використовувало технологію обробки фосфоритів сульфатною кислотою. Також є відомості, що  ICI випускав у Ярравілі добрива шляхом обробки фосфоритів фосфорною кислотою (зазвичай таким чином отримують подвійний та потрійний суперфосфат), при цьому це виробництво в якийсь момент передали до складу сусіднього заводу хімії фосфору компанії Albright & Wilson (Australia) Limited, що частково належала ICI.
Станом на 1980-ті завод продукував хлор, каустичну соду, соляну кислоту, гіпрохлорит натрію, силікат натрію, сульфатну кислоту, хлоровані парафіни («Cereclor»). Також є відомості про випуск якогось продукту з напряму хімії фтору та нітрогенованих вуглеводнів. Окрім виробничої діяльності, майданчик використовували як регіональний дистрибуційний центр для кальцинованої соди, яку виробляв завод в Осборні.
Під завершення своєї історії майданчик опинився в руках компанії Orica, яку створили в 1998-му на основі ICI Australia після рішення концерну ICI вийти з бізнесу в Австралії та Новій Зеландії.
У 2002-му завод в Ярравіллі закрили на користь запуску нового заводу Orica у Лавертоні.